# Iwasawamångfald
Inom matematiken, speciellt inom differentialgeometri, är en Iwasawamångfald ett kompakt kvot av en tredimensionell komplex Heisenberggrupp med en kokompakt diskret delgrupp. En 
Iwasawamångfald är en nilmångfald av reell dimension 6.
Iwasawamångfalder är viktiga exempel  där de två första termerna E1 och E2 av Frölichers spektrala följd inte är isomorfiska. 
Som en komplex mångfald är Iwasawamångfalder viktiga exempel på kompakta komplexa mångfalder som saknar Kählermetrik.

### Allmänna källor
- Ketsetzis, Georgios; Salamon, Simon (2004), ”Complex structures on the Iwasawa manifold”, Advances in Geometry 4 (2):  165–179, doi:10.1515/advg.2004.012, arkiverad från ursprungsadressen  den 2015-09-24, https://web.archive.org/web/20150924000128/http://www.emis.ams.org/journals/AG/4-2/2.html, läst 7 juni 2014.
- Griffiths, P.; Harris, J. (1994), Principles of Algebraic Geometry, Wiley Classics Library, Wiley Interscience, s. 444, ISBN 0-471-05059-8